# Posteingangsstempel

Ein Posteingangsstempel

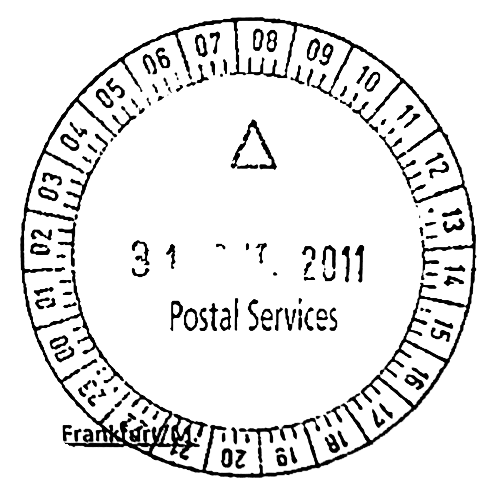
Posteingangsstempel mit Uhrzeitangabe

Mit einem Posteingangsstempel kennzeichnet ein Unternehmen oder eine Organisation ein Dokument, das es per Brief erhalten hat, und macht damit den Bearbeitungsprozess dieses Dokumentes transparenter. Das Dokument erhält als Minimum die zusätzliche Information, zu welchem Datum der Brief im Posteingang bearbeitet worden ist. Weitere Informationen können dem Posteingangsstempel hinzugefügt werden, beispielsweise welcher Mitarbeiter der Poststelle das Dokument bearbeitet hat oder an welche Abteilung oder an welche Sachbearbeitung das Dokument weitergeleitet wurde. 

## Die rechtliche Relevanz bei Behörden
Der Posteingangsstempel hat bei Gerichten und Behörden den Charakter einer Urkunde. Mit ihm wird dokumentiert, wann ein Schriftstück bei einer Behörde eingegangen ist. Damit kann festgestellt werden, ob die Einreichung eines Schriftstücks noch innerhalb einer bestimmten Frist erfolgt ist oder erst danach.
Bei vielen Behörden und allen Gerichten gibt es für diesen Zweck Nachtbriefkästen, bei denen man erkennen kann, ob ein Schriftstück vor 24 Uhr oder nach 24 Uhr eingegangen ist.